# Klavzura
Klavzúra (latinsko clausura, zaprtost) je v katoliških samostanih prostor, določen za bivališče nekaterih redovnikov ali redovnic, ki so člani strogega (zaprtega) cerkvenega reda, kamor drugi nimajo vstopa.
Klavzura je lahko splošna, samostanska ali papeška. 
Splošna klavzura obsega ves samostan, v njem bivajo samo redovniki ali redovnice, vanj obiskovalcem vstop ni dovoljen (izjeme so le določene osebe, v posebnih primerih).
Samostanska klavzura obsega prostor, v katerem živijo redovniki ali redovnice v kontemplaciji in le redko odidejo ven. 
Papeško klavzuro spoštujejo redovniki ali redovnice po posebnih določbah (navodilih) Svetega sedeža oz. Dikasterija ustanov posvečenega življenja in družb apostolskega življenja. Za izstop iz takšne klavzure ali za vstop vanjo se potrebuje dovoljenje krajevnega škofa ali predstojnika verske skupnosti. 

## Pravne podlage
V Rimskokatoliški cerkvi so člani tistih verskih redov, pri katerih je zapovedana klavzura, regulirani po predpisih (kánonih) Zakonika kanonskega prava (Codex juris canonici) in tudi po internih pravilih reda, ki jih je odobril Sveti sedež.
Namen takšne omejitve s klavzuro je preprečevanje motenj med molitvami in v verskem življenju. Odvisno od razloga in od dolžine trajanja se običajno lahko pridobi dovoljenje krajevnega škofa ali Svetega sedeža, lahko pa se odpoved klavzuri dopusti redovnikom in redovnicam zaradi važnega razloga in ob soglasju nadrejenih oz. predpostavljenih. 

## Kontemplativni cerkveni redovi
Med t. i. strogimi (zaprtimi) oz. kontemplativnimi cerkvenimi redovi, ki sledijo npr. Pravilo svetega Benedikta, so med drugimi Benediktinci, Kartuzijani, Cistercijani, Trapisti, Karmeličani, Klarise, Dominikanci in Dominikanke ter Avguštinke.